# Île Nonna

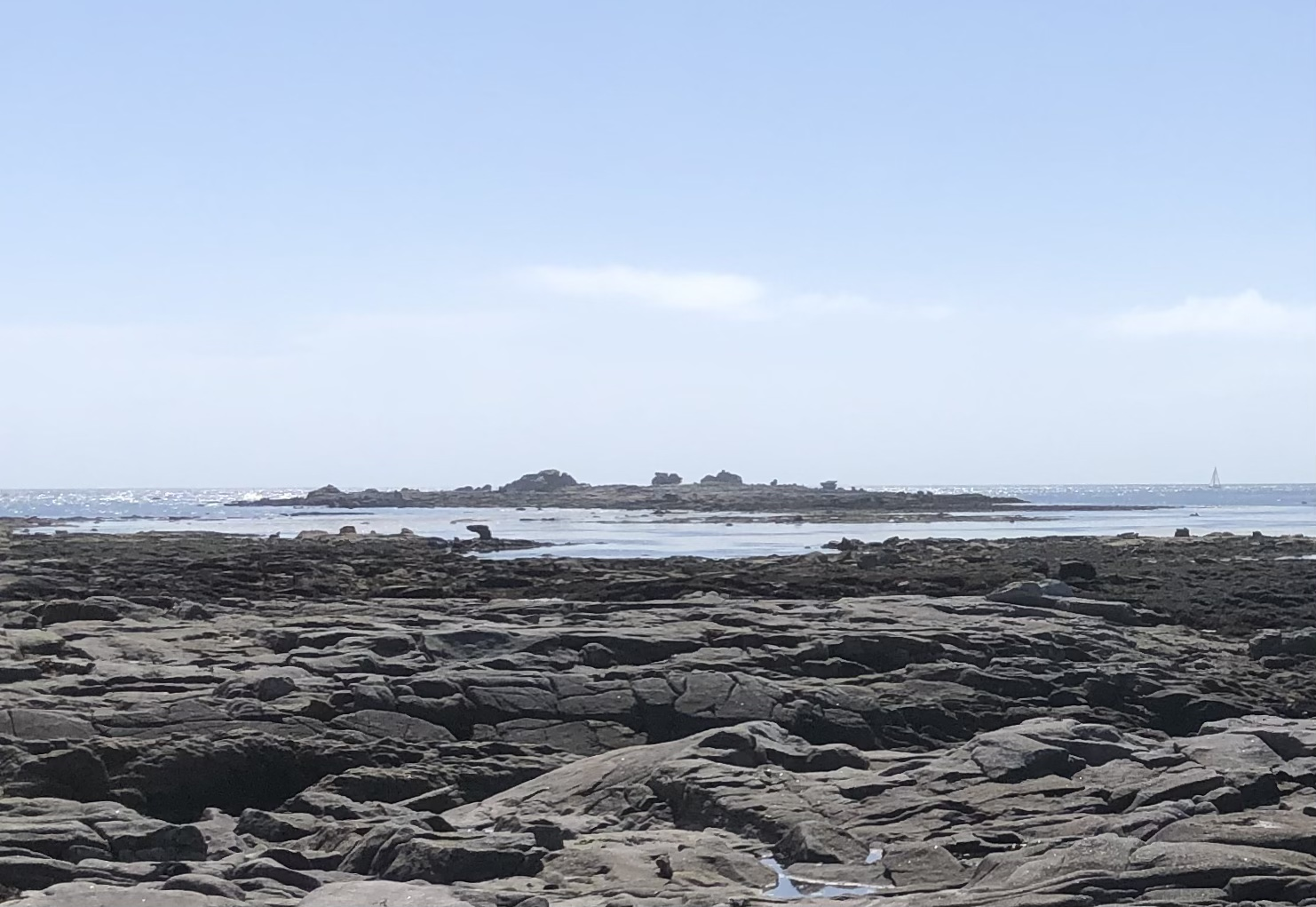
Île Nonna im Jahr 2022, Blick von Pointe de Penmarch

Die Île Nonna (bretonisch Enez Nonn) ist eine französische Insel in der Bretagne.
Die felsige unbewohnte Insel ist dem Kap Pointe de Penmarch vorgelagert und liegt damit an der Grenze zur sich nördlich erstreckenden Keltischen See und der südlich liegenden Biskaya. Die Île Nonna gehört zur Gemeinde Penmarch.
Die zerklüftete weitgehend kahle Île Nonna erstreckt sich von Südwesten nach Nordosten über etwa 650 Meter bei einer Breite von bis zu ungefähr 200 Metern. Sie liegt etwa 500 Meter vor dem Festland. Dort auf dem Festland befinden sich mit dem Phare d’Eckmühl und der Kapelle St-Pierre bekannte Bauwerke.

## Legenden
Einer Legende nach landeten im 5. Jahrhundert die Heiligen Nonna, Tudy und Thumette mit einem steinernen Boot auf der Insel. Sie sahen sich als von der Vorsehung hierher geschickt und beschlossen Einsiedeleien zu gründen und das heidnische Land zum Christentum zu bekehren. Die drei Schwestern und Brüder beschlossen, durch das Werfen mit Kieselsteinen zu entscheiden, an welchem Ort sich jeder niederlassen sollte. Thumette warf nur bis in das eher nahe gelegene Kérity, Nonna warf bis nach Tréoultré und Tudy bis nach Loctudy. Zum Teil werden in den Orten Findlinge als die geworfenen Steine benannt. Alle drei gingen dann in die jeweiligen Orte und begannen mit ihren Bemühungen um eine Christianisierung.
In einer anderen Variante ließ Nonna sich zunächst auf der Insel selbst nieder. Er hätte dann einen großen Felsstein von der Île Nonna aus zu seiner zukünftigen Einsiedelei gerollt. Auf dem Weg habe er nur zweimal gerastet, nämlich am Saint-Nonna-Brunnen zwischen Kerbezec und Kergadec sowie in Kérellec, wo heute noch jeweils der Abdruck seines Ellbogens im Fels erkennbar sein soll.